# Fiza

Fiza, est un film indien en hindi de type thriller policier, sorti en 2000. Il a été écrit et réalisé par Khalid Mohammed. Le film met en vedette Karishma Kapoor dans le rôle principal éponyme, avec Hrithik Roshan dans le rôle de son frère devenu terroriste, et Jaya Bachchan dans celui de leur mère. Le film a été produit par Pradeep Guha avec un budget de 55 millions de roupies (soit 630 000 euros) et est sorti en salles dans le monde entier le 8 septembre 2000.
À sa sortie, Fiza a reçu des critiques positives, saluées pour son intrigue, sa bande sonore, ainsi que les performances de ses acteurs. Succès au box-office, le film a rapporté 322 millions de roupies, soit environ 6,6 millions d’euros (au taux de change moyen de l’époque). Fiza a reçu sept nominations lors de la 46e cérémonie des Filmfare Awards et a remporté le prix de la Meilleure actrice pour Kapoor et celui de la Meilleure actrice dans un second rôle pour Bachchan.

## Synopsis
Le jeune frère de Fiza, Amaan, disparaît lors des émeutes de Bombay en 1993, alors qu’il tente de sauver sa vie après avoir vu son ami Firoz se faire brutalement tuer. Fiza et sa mère, Nishatbi, s’accrochent désespérément à l’espoir qu’il reviendra un jour. Cependant, en 1999, six ans après sa disparition, Fiza, lassée de vivre dans l’incertitude, décide de partir à la recherche de son frère. Elle utilise tous les moyens possibles — la loi, les médias, et même les politiciens — ce qui la met en contact avec divers personnages et situations.
Elle apprend qu’Amaan avait supplié un policier de l’aider, mais celui-ci lui avait répondu d’aller au Pakistan, ce qui l’avait profondément choqué. Par la suite, Amaan avait été attaqué, mais était parvenu à s’enfuir. Pendant ce temps, sa bien-aimée Shehnaaz, qui l’avait attendu toutes ces années, est contrainte d’épouser Salim sous la pression de sa famille. D’après une ressemblance entre les yeux d’Amaan et ceux d’un terroriste, l’ami de Fiza, Anirudh Roy, en conclut qu’Amaan pourrait avoir rejoint un groupe terroriste près de la frontière du Rajasthan.
Fiza finit par retrouver Amaan à la frontière et est horrifiée d’apprendre qu’il a effectivement rejoint un groupe terroriste. Il lui raconte comment il a survécu aux émeutes, les horreurs qu’il a vues, et comment Murad Khan l’a enrôlé après lui avoir sauvé la vie. Fiza le convainc de rentrer à la maison, et il retrouve enfin leur mère. Peu après, Amaan découvre les sentiments amoureux qu’Anirudh éprouve pour Fiza, ainsi que son souhait de l’épouser et de veiller sur leur famille. Touché par la sincérité d’Anirudh, Amaan lui donne sa bénédiction et lui demande de toujours protéger Fiza et leur mère.
Amaan essaie de trouver du travail, déterminé à ne pas être un fardeau pour sa famille, mais il essuie refus sur refus à cause de son passé trouble. Déçu et désespéré, il envisage de retourner dans le réseau terroriste dirigé par Murad. Lorsqu’il affronte deux hommes qui harcelaient Fiza, Amaan finit par révéler son passé à sa sœur, à leur mère, et à la police. Accablée par la douleur d’avoir perdu son fils à cause du terrorisme, Nishatbi met fin à ses jours.
Avec l’aide d’Anirudh, Fiza tente une nouvelle fois de sauver son frère.
Amaan reçoit alors pour mission d’assassiner deux puissants politiciens qui manipulent les gens au nom de la religion — les mêmes qui avaient tenté d’exploiter Fiza lorsqu’elle cherchait son frère. Après avoir accompli sa mission, il est trahi par son propre groupe qui tente de le tuer. Il s’échappe, et Fiza le retrouve. Alors que la police les rattrape, Amaan supplie sa sœur de le tuer, car il ne pourra jamais être fier de la vie qu’il a menée, mais souhaite une fin digne. Dans un dernier geste d’amour et de pitié, Fiza met fin à la vie de son frère.

## Fiche technique
- Réalisateur : Khalid Mohamed
- Scénario : Khalid Mohamed
- Dialogue : Javed Siddiqui
- Musique originale: Ranjit Barot, Anu Malik, A.R. Rahman (pour la chanson Piya Haji Ali)
- Genre : drame
- Durée : 170 min / RU : 167 min (cut version)
- Langue : hindi

## Distribution
- Karisma Kapoor : Fiza
- Jaya Bachchan : la mère, Nishatbi
- Hrithik Roshan : Amaan Ikramullah
- Neha : Shenaz
- Asha Sachdev : Ulfat
- Bikram Saluja : Anirudh
- Isha Koppikar : Gitanjali
- Dinesh Thakur : Sayed
- Anup Soni
- Shivaji Satham
- Sabir Masani
- Johnny Lever : apparition
- Manoj Bajpai : Murad Khan

## Récompenses
- Filmfare Awards 2001
  - Meilleure actrice : Karisma Kapoor
  - Meilleure actrice dans un second rôle : Jaya Bachchan

Nominations : Meilleur acteur : Hrithik Roshan ; Meilleure photographie : Santosh Sivan ; Meilleures paroles : Gulzar pour Aaja Mahiya ; Meilleure compositeur : Anu Malik ; Meilleure chanteuse de play-back : Sunidhi Chauhan pour Mehboob Mere ; Meilleur chanteur de play-back : Sonu Nigam pour Tu Hawa Hai.
- Awards of the International Indian Film Academy en 2001
  - Meilleure actrice : Karisma Kapoor
  - Meilleure actrice dans un second rôle : Jaya Bachchan

Nominations : Meilleure chanteuse de playback: Sunidhi Chauhan pour Mehboob Mere ; Meilleures paroles : Sampooran Singh Gulzar pour Tu Fiza Hai ; Meilleur chanteur de playback : Udit Narayan pour Aaja Mahiya ; Meilleur compositeur : A.R. Rahman, Anu Malik, Ranjit Barot ; Meilleur rôle négatif : Manoj Bajpai
- Screen Weekly Awards 2001

Nominations : meilleure actrice : Karisma Kapoor ; Meilleure chorégraphie : Ganesh Hegde pour Mehboob Mere ; Meilleure photographie : Santosh Sivan ; Meilleures paroles : Sampooran Singh Gulzar pour Fiza ; Meilleur compositeur : Anu Malik ; Meilleur chanteur de play-back : Udit Narayan pour Aaja Maahia ; Meilleur espoir masculin : Bikram Saluja

## Box office
Fiza a une très bonne ouverture à la billetterie avec des recettes qui s'élèvent à 122 500 000 roupies lors du premier weekend, néanmoins les chiffres s'effondrent rapidement et il ne récolte que 200 000 000 roupies. Le film est ainsi qualifié de « flop ».
Néanmoins le succès critique va relancer les recettes du film et il finit par engranger plus de 570 800 000 roupies.